# テレビ東京系列平日夜7時台枠のアニメ
テレビ東京系列平日夜7時台枠のアニメ（テレビとうきょうけいれつへいじつよる7じだいわくのアニメ）は、テレビ東京系列（TXN）の平日19時00分 - 19時30分枠および19時30分 - 20時00分枠（それぞれ若干時間が異なる場合あり）の全日帯アニメの作品一覧。

## 概要
テレビ東京（テレ東）は1967年4月（月曜19時）から2018年9月（木曜18:55-19:55）まで半世紀以上に渡って平日にゴールデンタイムのアニメが放送されていた。特に木曜19時枠では長きにわたってアニメを放送してきた。同年10月で一旦消滅するが、2020年10月より金曜18:55からの枠でレギュラー放送を再開している。また、過去には特撮番組が放送されていたこともある。
同時間帯で放送される番組は原則としてテレビ東京系列全6局の同時ネットで放送されている（例外もある）。それ加え、独立UHF局である岐阜放送（2022年4月より）や奈良テレビでも同時ネットが行われている。
テレビ東京系列（TXN）ではスポーツ中継や特別番組（特番）が少ないため、他局のゴールデンタイムのアニメで放送休止が乱発する場合があることに比べて放送休止が少なく、1年に46〜49話程度放送している作品が多い（アニメではない約2時間以上の特番は、年末年始以外のアニメのある曜日の場合、原則20時頃以降に編成し、アニメは休止しないようにしている）。

### 他局ゴールデンタイムアニメとの関係
21世紀に入ってからでは他の4大キー局とアニメ番組が重複するかしないかをペースに編成していた。
2001年10月から、半年前の3月にフジテレビが撤退した（→フジテレビ系列水曜夜7時台枠のアニメ）水曜19時台で週刊少年ジャンプ原作の『テニスの王子様』『ヒカルの碁』を開始し、17年ぶりにアニメが放送され、以降もアニメ枠として継続していた。
2009年4月から、日本テレビが月曜19時台アニメ（読売テレビ制作作品、→読売テレビ制作月曜夜7時台枠のアニメ）を撤退（同時にゴールデンタイムのアニメ枠も全廃）したのを見計らい、月曜19時台に『リロ・アンド・スティッチ ザ・シリーズ』『ヒカルの碁セレクション』を設置、12年振りにアニメを放送した。

### 枠の撤退及びアニメ枠の終了及びアニメ枠の復活
2006年9月に、『銀魂』が木曜18:00枠、『BLEACH』が水曜19:26枠にそれぞれ移動し、火曜19時枠を撤退した（その後2010年4月に前半枠のみ復活したが、半年で撤退した）。火曜19時枠の撤退に伴い、同年10月より木曜19:30枠が1993年9月以来13年ぶりにアニメ枠となり、水曜19時台後半に放送されていた『NARUTO -ナルト-』が木曜19:30枠に移動。以降もゴールデンタイムのアニメ枠撤退までアニメ枠として継続していた。
2013年春の改編で、『たまごっち! ゆめキラドリーム』が木曜18:30枠、『アイカツ!』が木曜18:00枠にそれぞれ移動し（その後、2015年4月の改編で『アイカツ!』と『たまごっち!』の時間が入れ替え）、次番組として水曜深夜枠からバラエティ番組『YOUは何しに日本へ?』が拡大移動（18:30 - 19:54）したため、TX月曜19時台アニメは4年で撤退、同時に東京キー局全ての月曜19時台からアニメ作品が全て消滅した。
2014年春の改編で、水曜19時台にこれまで不定期に放送されていた『カラオケ★バトル』が『THEカラオケ★バトル』としてレギュラー化することが決まったため、TX水曜19時台アニメは12年6ヶ月で撤退、同時に東京キー局全ての水曜19時台から再びアニメが1本もなくなった。水曜19時に放送されていた『妖怪ウォッチ』は同年4月以降金曜18時30分枠に移動する。また、テレビ東京のゴールデンタイムのアニメ枠は木曜19時台のみとなった。テレビ東京のゴールデンタイムのアニメ枠が木曜のみになるのは1997年4月から1998年9月以来15年6ヶ月ぶりで、木曜19時台のみになるのは1993年4月から9月以来20年6ヶ月ぶりとなる。また、木曜19時の『ポケットモンスター XY』は、テレビ東京の19時番組で唯一の19:00開始番組となった。
2016年春の改編で、放送時間が前半・後半とも5分繰り上がった。前半枠が18:55 - 19:25、後半枠が19:25 - 19:53での放送となる。これにより、テレビ東京の19時の番組が月曜から木曜は18:55開始に統一、金曜のみ18:53開始（2016年7月1日まで）→18:55開始（7月8日から）、土日は18:30開始のため、全ての番組が19時またぎ（フライングスタート）になる。なお、テレビ東京木曜19時台番組が19:00またぎになるのは、1980年5月 - 9月間の『伝説巨神イデオン』（18:45 - 19:15。この後金曜19:30に移動）以来、実に35年6ヶ月ぶりである（「テレビ東京」に社名変更後では初）。
2018年秋の改編で、木曜19時台に放送されていた『BORUTO-ボルト- NARUTO NEXT GENERATIONS』が日曜17:30枠、『ポケットモンスター サン&ムーン』が日曜18:00枠にそれぞれ移動し、テレビ東京の木曜19時枠は『歌え!ヤンヤン!』以来、43年6ヶ月ぶりに1時間バラエティ番組（『突撃!しあわせ買取隊』）になった。これに伴い、テレビ東京の19時台からはアニメ枠が全て廃止となり、テレビ東京のゴールデンタイムのアニメ枠は1967年4月3日に初めて月曜夜7時枠に『遊星少年パピイ（旧作）』が始まってから51年6ヶ月で、一旦幕を下ろした。
2020年秋の改編で、『ポケットモンスター』が10月9日より金曜18:55 - 19:25枠に移動となるため、2年ぶりにゴールデンタイムのアニメ枠が復活、ゴールデンタイム帯における民放5局全社を通じての同時間帯でのアニメ枠も1年ぶりに復活した。テレビ東京で金曜18:55 - 18:58枠がアニメ枠になるのは『妖怪ウォッチ』以来4年6ヶ月ぶりで、金曜18:58 - 19:00枠がアニメ枠になるのは『とっとこハム太郎 はむはむぱらだいちゅ!』以来14年6ヶ月ぶりで、金曜19:00 - 19:25枠がアニメ枠になるのは金曜19:00 - 19:30枠で放送されていた『ホワッツマイケル』以来32年ぶりで、金曜19時台がアニメ枠になるのは金曜19：30 - 20:00枠で放送されていた『横山光輝　三国志』以来28年ぶりとなる。なおこの編成により、それまで金曜18:55 - 19:56枠で放送されていたバラエティ『デカ盛りハンター』は、30分縮小して19:25 - 19:56枠となるが、テレビ東京19時台番組で「アニメと非アニメ番組との2本立て」体制は金曜日の『武田鉄矢のぐるり日本!三度笠』（前半）と『横山光輝 三国志』（後半）以来28年ぶり、「前半がアニメで後半が非アニメ番組」なのは、金曜では『ホワッツマイケル』（前半）と『とびだせ!つり仲間』（第2期。後半）以来32年ぶりで、他の曜日を含めると火曜の『爆丸バトルブローラーズ ニューヴェストロイア』（前半）と『火曜エンタテイメント!』（後半、19:30 - 20:54枠）以来10年ぶりとなる。また「19時台がアニメとバラエティ」の2体制は、「後半のバラエティが1時間番組に拡大」するのがほとんどであり、その逆となるのは極めて異例となる。
2021年春の改編で、金曜19:25 - 19:55枠で『新幹線変形ロボ シンカリオンZ』を4月9日から2022年3月18日にかけて放送。テレビ東京で金曜19:25 - 19:30枠がアニメ枠になるのは金曜19:00 - 19:30枠で放送されていた『ホワッツマイケル』以来32年6ヶ月ぶりで、金曜19:30 - 19:55枠がアニメ枠になるのは金曜19:30 - 20:00枠で放送されていた『横山光輝 三国志』以来28年6ヶ月ぶりとなる。またこの期間に限り、テレビ東京の19時台番組で「アニメ番組の2本立て」体制になるのは、木曜18:55 - 19:25枠で放送されていた『ポケットモンスター サン&ムーン』と、木曜19:25 - 19:53枠で放送されていた『BORUTO-ボルト- NARUTO NEXT GENERATIONS』以来2年6ヶ月ぶり、金曜日に至っては『ディズニーぱれーど（旧作）』（前半、海外作品）と『まんがふるさと昔話』（後半）以来44年4ヶ月ぶり、国産作品同士では『悟空の大冒険（旧作）』（前半）と『ダメおやじ』（後半）以来46年6ヶ月ぶりで、「新作同士」と「『テレビ東京』改名後」では史上初となる。

### その他
視聴率安定化（リアルタイム視聴）を目的に2011年10月以降より順次連動データ放送を行う作品を拡大し、以降全ての作品で放送していたが（当初から対応していた『たまごっち』の視聴率が安定していたためと、2011年9月の社長定例会見で述べられている）、2013年4月開始の『ダンボール戦機ウォーズ』、5月開始の『イナズマイレブンGO ギャラクシー』（どちらも水曜で、続編シリーズである）では行っていないため、全てではなくなった。

## 放送番組一覧
ここでは便宜上、アニメ番組に加えて特撮番組やアニメ関連番組についても記載する。
- ■ - 地上デジタル放送において、連動データ放送実施をしている番組。
- ★ - BSテレ東（旧BSジャパン）でも時差ネット（もしくは遅れネット）の番組。
- ☆ - CS放送等ではAT-X以外のチャンネルで放映の番組（AT-Xでの遅れ放送も含む）。
- ○ - 系列局との共同制作作品。
- ● - 現在系列局が存在する地域で、その系列局が未開局だった時代に他系列局で放送された番組。
- ▲ - 帯番組。
- △ - 19時15分開始番組。
- [実再] - テレビ東京（東京12ch時代も含む）以外の他系列局で放送済みの実質再放送。
- 太字で表記している番組は現在放送中あるいは放送予定の番組。（2023年4月期現在、金曜18:55のみ）

### 放送中の番組

#### 金曜18時55分枠
- ■★☆ポケットモンスター（2023年版シリーズ）（2023年4月14日 - ）

### 月曜日

#### 月曜19時00分枠
| 作品名                                                     | 放送期間                       | 備考 |
| ---------------------------------------------------------- | ------------------------------ | --- |
| 遊星少年パピイ                                             | 1967年4月3日 - 7月3日          | [実再] |
| この間、非アニメ枠                                         |                                | |
| ファイトだ!!ピュー太                                       | 1971年7月5日 - 10月4日         | [実再] |
| 海底少年マリン                                             | 1971年10月11日 - 1972年3月27日 | [実再] |
| この間、非アニメ枠                                         |                                | |
| ▲△バーバパパ                                               | 1977年4月4日 - 1978年3月27日   | 海外作品。                                                                                                  |
| ▲△ベティちゃん                                             | 1978年4月3日 - 9月25日         | 海外作品。                                                                                                  |
| この間、非アニメ枠                                         |                                | |
| ▲△がんばれゴンベ                                           | 1980年4月14日 - 6月23日        | |
| 宇宙戦士バルディオス                                       | 1980年6月30日 - 10月27日       | 11月より日曜7:00に移動                                                                                      |
| この間、非アニメ番組。1981年10月からテレビ東京へ社名変更。 |                                | |
| ドン・ドラキュラ                                           | 1982年4月5日 - 4月26日         | |
| けろっこデメタン                                           | 1982年5月3日 - 6月28日         | [実再] |
| この間、非アニメ番組                                       |                                | |
| ▲タイガーマスク                                            | 1983年3月7日 - 5月23日         | [実再] |
| ▲一発貫太くん                                              | 1983年5月30日 - 6月27日        | [実再] 7月より水 - 金に縮小。                                                                               |
| ▲△あらいぐまラスカル                                       | 1983年10月10日 - 12月          | [実再] |
| ▲△まんがイソップ物語                                       | 1983年10月10日 - 12月19日      | |
| ▲あらいぐまラスカル                                        | 1984年1月 - 2月                | [実再] 15分拡大（他の曜日も）。                                                                             |
| ▲リトル・エル・シドの冒険                                  | 1984年2月6日 - 3月12日         | |
| この間、非アニメ番組                                       |                                | |
| オズの魔法使い（アニメ版）                                 | 1986年10月6日 - 1987年9月28日  | |
| おらぁグズラだど（リメイク版）                             | 1987年10月12日 - 1988年3月28日 | |
| ディズニー劇場わんぱくダック夢冒険                         | 1988年4月4日 - 1989年3月27日   | 海外作品。                                                                                                  |
| チップとデールの大作戦                                     | 1989年4月3日 - 9月25日         | 海外作品。                                                                                                  |
| ジャングルブック・少年モーグリ                             | 1989年10月2日 - 1990年10月29日 | |
| ピグマリオ                                                 | 1990年11月5日 - 1991年9月16日  | |
| 炎の闘球児 ドッジ弾平                                      | 1991年10月14日 - 1992年9月21日 | |
| スペースオズの冒険                                         | 1992年10月5日 - 1993年4月5日   | |
| この間、非アニメ番組                                       |                                | |
| X-メン（アニメ版）                                         | 1994年10月3日 - 1995年3月27日  | 海外作品。                                                                                                  |
| この間、非アニメ番組                                       |                                | |
| モジャ公                                                   | 1996年10月7日 - 1997年3月31日  | |
| この間、非アニメ番組                                       |                                | |
| ☆リロ・アンド・スティッチ ザ・シリーズ                     | 2009年4月13日 - 9月14日        | 19:00 - 19:28。 海外作品。                                                                                  |
| たまごっち!                                                | 2009年10月12日 - 2012年9月3日  | 同番組より『たまごっち!シリーズ』。 BSではBS11『アニメ+』枠で放送。                                         |
| たまごっち! ゆめキラドリーム                               | 2012年9月10日 - 2013年3月25日  | 同番組まで『たまごっち!シリーズ』。 BSではBS11『アニメ+』枠で放送。 2013年4月以降は、木曜18時30分枠に移動。 |
| 2013年4月期以降は枠廃止                                    |                                | |

#### 月曜19時30分枠
| 作品名                                   | 放送期間                       | 備考                                                                 |
| ---------------------------------------- | ------------------------------ | -------------------------------------------------------------------- |
| ワンサくん                               | 1975年4月 - 7月                | [実再]                                                               |
| この間、非アニメ番組                     |                                |                                                                      |
| くじらのホセフィーナ                     | 1979年4月2日 - 6月             | 1979年7月以降は火曜19時30分へ移動。                                  |
| この間、非アニメ番組                     |                                |                                                                      |
| 森の陽気な小人たちベルフィーとリルビット | 1980年1月7日 - 7月7日          |                                                                      |
| この間、非アニメ番組                     |                                |                                                                      |
| ふしぎの国のアリス                       | 1983年10月10日 - 1984年3月26日 |                                                                      |
| この間、非アニメ番組                     |                                |                                                                      |
| 小さな森の精 あいあむ!スマーフ           | 1985年10月 - 1986年9月29日     | 海外作品。                                                           |
| Oh!ファミリー                            | 1986年10月6日 - 1987年3月30日  |                                                                      |
| この間、非アニメ番組                     |                                |                                                                      |
| ヒカルの碁セレクション                   | 2009年4月20日 - 9月7日         | 19:28 - 19:54。傑作選。                                              |
| FAIRY TAIL                               | 2009年10月12日 - 2011年3月28日 | 2011年4月以降は土曜10時30分枠に移動。                                |
| ★遊☆戯☆王ZEXAL                           | 2011年4月11日 - 2012年9月24日  | 2012年10月以降は『遊☆戯☆王ZEXALⅡ』に改題の上、日曜17時30分枠に移動。 |
| ■★アイカツ!                              | 2012年10月8日 - 2013年3月25日  | 2013年4月以降は木曜18時00分枠に移動。                                |
| 2013年4月期以降は枠廃止                  |                                |                                                                      |

### 火曜日
この枠では、一部系列局によってローカルでのプロ野球中継のため、30分先行ネットや遅れネットとなることがあった。

#### 火曜19時00分枠
| 作品名                                      | 放送期間                       | 備考                                                                     |
| ------------------------------------------- | ------------------------------ | ------------------------------------------------------------------------ |
| おそ松くん（第1作）                         | 1968年4月 - 1969年2月          | [実再]                                                                   |
| この間、特撮番組（全て旧作かつ実質再放送）  |                                |                                                                          |
| アストロ超人ジャンボ                        | 1973年11月                     | 海外作品（ハンナ・バーベラ制作）。                                       |
| マンガ大冒険!ドタバタ30分                   | 1970年12月 - 1971年6月         |                                                                          |
| この間、非アニメ番組                        |                                |                                                                          |
| 妖怪人間ベム（旧アニメ版）                  | 1972年10月 - 1973年9月         | [実再] 中断有り。                                                        |
| この間、非アニメ番組                        |                                |                                                                          |
| ハクション大魔王                            | 1974年7月 - 9月                | [実再]                                                                   |
| 悟空の大冒険                                | 1974年10月 - 1975年3月         | [実再]                                                                   |
| この間、非アニメ番組                        |                                |                                                                          |
| ディズニーぱれーど                          | 1976年4月 - 7月                | [実再]海外作品。                                                         |
| ▲△バーバパパ                                | 1977年4月5日 - 1978年3月21日   | 海外作品。                                                               |
| ▲△ベティちゃん                              | 1978年4月 - 不明               | 海外作品。                                                               |
| ずっこけナイトドンデラマンチャ              | 1980年4月15日 - 9月23日        | ※18:45 - 19:15                                                           |
| ▲△がんばれゴンベ                            | 1980年4月15日 - 6月?           |                                                                          |
| この間、非アニメ番組                        |                                |                                                                          |
| 夏休みアニメプレゼント→アニメプレゼント     | 1981年8月 - 9月                | 18:30からの90分枠。                                                      |
| ▲まんがイソップ物語                         | 1983年10月11日 - 12月20日      |                                                                          |
| ▲リトル・エル・シドの冒険                   | 1984年2月7日 - 3月6日          |                                                                          |
| この間、不明                                |                                |                                                                          |
| げらげらブース物語                          | 1987年4月7日 - 1988年3月29日   |                                                                          |
| この間、非アニメ番組                        |                                |                                                                          |
| アミューズメント・シアター バットマン       | 1990年1月23日 - 3月13日        | 海外作品。                                                               |
| この間、非アニメ番組                        |                                |                                                                          |
| 学級王ヤマザキ                              | 1998年10月13日 - 1999年3月23日 |                                                                          |
| KAIKANフレーズ                              | 1999年4月20日 - 9月28日        | 1999年10月以降は日曜0時20分 - 0時50分（土曜深夜）枠に移動。              |
| ポケットモンスター アンコール               | 1999年10月19日 - 2002年9月17日 | 再放送。 2001年3月27日までは19:28終了。                                  |
| 週刊ポケモン放送局                          | 2002年10月15日 - 2004年9月28日 |                                                                          |
| ★☆焼きたて!!ジャぱん                        | 2004年10月12日 - 2006年3月14日 |                                                                          |
| ★☆銀魂                                      | 2006年4月4日 - 9月19日         | 同番組のみ『火曜いージャン!!』枠。2006年10月以降は木曜18時00分枠へ移動。 |
| この間、非アニメ番組                        |                                |                                                                          |
| 爆丸バトルブローラーズ ニューヴェストロイア | 2010年3月2日 - 9月28日         | 2010年10月以降は土曜10時30分枠に移動。                                   |
| 2010年10月期以降は枠廃止                    |                                |                                                                          |

#### 火曜19時30分枠
| 作品名                                    | 放送期間                       | 備考                                                                                              |
| ----------------------------------------- | ------------------------------ | ------------------------------------------------------------------------------------------------- |
| 黄金バット                                | 1971年10月 - 1973年3月         | [実再]                                                                                            |
| この間、非アニメ番組                      |                                |                                                                                                   |
| ダメおやじ                                | 1974年4月2日 - 6月25日         | テレビ東京（放送当時は東京12チャンネル）初の自社制作アニメ。                                      |
| この間、非アニメ番組                      |                                |                                                                                                   |
| ゼロテスター                              | 1976年4月 - 6月                | [実再]                                                                                            |
| この間、非アニメ番組                      |                                |                                                                                                   |
| まんがスヌーピー                          | 1977年4月5日 - 1977年6月28日   | 海外作品。                                                                                        |
| ジャンボゴリラの大冒険                    | 1977年7月12日 - 1977年9月27日  | 海外作品。                                                                                        |
| 超スーパーカー ガッタイガー               | 1977年10月4日 - 1978年3月28日  |                                                                                                   |
| この間、非アニメ番組                      |                                |                                                                                                   |
| ピンクレディー物語 栄光の天使たち         | 1978年10月24日 - 1979年6月26日 |                                                                                                   |
| くじらのホセフィーナ                      | 1979年7月 - 1979年9月25日      | 月曜19時30分より移動。                                                                            |
| まんが猿飛佐助                            | 1979年10月9日 - 1980年4月29日  |                                                                                                   |
| この間、特撮番組を放送                    |                                |                                                                                                   |
| がんばれゴンベ                            | 1980年7月 - 9月30日            | 1980年6月までは月 - 金曜19時15分からの帯番組だった。                                              |
| この間、非アニメ番組                      |                                |                                                                                                   |
| 新みつばちマーヤの冒険                    | 1982年10月12日 - 1983年9月27日 | 同番組のみテレビ大阪制作。 初のテレビ大阪制作のアニメ。桃屋1社提供。                              |
| この間、非アニメ番組                      |                                |                                                                                                   |
| おらぁグズラだど（リメイク版）            | 1988年4月 - 9月20日            | 月曜19時00分より移動。                                                                            |
| ☆ホワッツマイケル                         | 1988年10月 - 1989年3月28日     | 金曜19時00分より移動。                                                                            |
| GO! レスラー軍団                          | 1989年4月18日 - 9月            |                                                                                                   |
| ディズニー劇場チップとデールの大作戦      | 1989年10月-1990年3月           | 海外作品。                                                                                        |
| この間、非アニメ番組                      |                                |                                                                                                   |
| レレレの天才バカボン                      | 1999年10月19日 - 2000年3月28日 | 同番組より19:28 - 19:55。                                                                         |
| 遊☆戯☆王デュエルモンスターズ（〜第172話） | 2000年4月18日 - 2003年9月30日  | 2001年3月27日までは19:28 - 19:55。 2003年10月以降は水曜18時30分枠に移動。                         |
| ★わがまま☆フェアリー ミルモでポン!        | 2003年10月7日 - 2005年9月27日  | 土曜8時30分枠から移動。                                                                           |
| ★☆BLEACH                                  | 2005年10月4日 - 2006年9月19日  | 同番組のみ『火曜いージャン!!』枠。火曜18時30分枠から移動。 2006年10月以降は水曜19時30分枠へ移動。 |
| 2006年10月期以降は枠廃止                  |                                |                                                                                                   |

### 水曜日

#### 水曜19時00分枠
| 作品名                                                                          | 放送期間                       | 備考 |
| ------------------------------------------------------------------------------- | ------------------------------ | --- |
| スーパージェッター                                                              | 1968年10月 - 1969年3月         | [実再] |
| この間、非アニメ番組                                                            |                                | |
| ジャングル大帝・進めレオ!                                                       | 1973年4月 - 9月                | [実再] |
| この間、非アニメ番組                                                            |                                | |
| 正義を愛する者 月光仮面                                                         | 1975年10月 - 1976年2月         | [実再] 30分繰上げ。 |
| キックの鬼                                                                      | 1976年3月                      | [実再] |
| 新ドン・チャック物語                                                            | 時期不詳                       | |
| ▲△バーバパパ                                                                    | 1977年4月6日 - 1978年3月22日   | 海外作品。 |
| ▲△ベティちゃん                                                                  | 1978年4月 - 不明               | 海外作品。 |
| ▲△がんばれゴンベ                                                                | 1980年4月16日 - 6月            | |
| ▲まんがイソップ物語                                                             | 1983年10月12日 - 12月21日      | |
| ▲リトル・エル・シドの冒険                                                       | 1984年2月8日 - 3月7日          | |
| この間、非アニメ番組                                                            |                                | |
| ★☆テニスの王子様                                                                | 2001年10月10日 - 2005年3月30日 | 19:00 - 19:27。 |
| ★☆アイシールド21                                                                | 2005年4月6日 - 2008年3月19日   | 同番組より19:00 - 19:26。 |
| この間は『ケータイ捜査官7』（特撮番組）（2008年4月2日 - 2009年3月18日）を放送。 |                                | |
| 毎日かあさん                                                                    | 2009年4月1日 - 2011年2月23日   | 同番組まで19:00 - 19:26。 1ヶ月休止の上で、2011年4月より日曜17時30分枠に移動。                                                                                        |
| ★☆イナズマイレブン                                                              | 2011年3月2日 - 4月27日         | 同番組より『イナズマイレブンシリーズ』かつ、19:00 - 19:27。 水曜19時26分枠から30分繰り上げの形で移動。                                                                |
| ■★☆イナズマイレブンGO                                                           | 2011年5月4日 - 2012年4月11日   | |
| ■★☆イナズマイレブンGO クロノ・ストーン                                          | 2012年4月18日 - 2013年5月1日   | [ 注釈 13 ] |
| ★☆イナズマイレブンGO ギャラクシー                                               | 2013年5月8日 - 12月25日        | 同番組まで『イナズマイレブンシリーズ』。 2013年7月24日から12月25日までは『アニ×アニ!』枠で放送された。 2014年1月8日からは27分繰り下げの形で水曜19時27分枠に再び移動。 |
| ■★☆妖怪ウォッチ                                                                 | 2014年1月8日 - 3月26日         | 同番組のみ『妖怪ウォッチシリーズ』。 連動データ放送は2014年2月26日放送分から開始。 2014年4月以降は金曜18時30分枠に移動。                                              |
| 2014年4月期以降は枠廃止                                                         |                                | |

#### 水曜19時30分枠
| 作品名                                    | 放送期間                       | 備考 |
| ----------------------------------------- | ------------------------------ | --- |
| W3                                        | 1968年10月 - 1969年3月         | [実再] 1969年4月以降は金曜19:00に移動。                                                                              |
| この間、非アニメ番組                      |                                | |
| ダメおやじ                                | 1974年10月2日・9日             | |
| 忍風カムイ外伝（旧作）                    | 時期不詳                       | [実再] |
| 正義を愛する者 月光仮面                   | 1975年5月 - 9月                | [実再] 10月より30分繰上げ。                                                                                          |
| この間、特撮番組（1976年4月 - 1977年9月） |                                | |
| とびだせ!マシーン飛竜                     | 1977年10月5日 - 1978年3月29日  | |
| まんがふるさと昔話                        | 1978年4月5日 - 1978年5月10日   | |
| この間、特撮番組（1978年5月 - 1979年3月） |                                | |
| 未来ロボ ダルタニアス                     | 1979年3月21日 - 1980年3月5日   | |
| 宇宙大帝ゴッドシグマ                      | 1980年3月19日 - 1981年2月25日  | |
| 百獣王ゴライオン                          | 1981年3月4日 - 3月25日         | 1981年4月以降は水曜18時00分枠へ移動。                                                                                |
| 世界名作ものがたり                        | 1981年4月15日-9月23日          | |
| この間、非アニメ番組                      |                                | |
| サイボットロボッチ                        | 1983年3月2日 - 1983年6月29日   | |
| サイコアーマー・ゴーバリアン              | 1983年7月6日 - 12月28日        | |
| この間、非アニメ番組                      |                                | |
| ★☆ヒカルの碁                              | 2001年10月10日 - 2003年3月26日 | 同番組より19:27 - 19:55。                                                                                            |
| ★☆NARUTO -ナルト-                         | 2003年4月 - 2006年9月27日      | 同番組まで19:27 - 19:55。 木曜18時30分枠から移動。2006年10月以降は木曜19時30分枠へ移動。                             |
| ★☆BLEACH                                  | 2006年10月4日 - 2008年9月17日  | 同番組より19:26 - 19:55。 2008年10月以降は火曜18時00分枠へ移動。                                                     |
| ☆スティッチ!（第1期）                     | 2008年10月8日 - 2009年3月25日  | 第2期『〜いたずらエイリアンの大冒険〜』以降のシリーズはテレビ朝日系列で放送。                                        |
| ★☆イナズマイレブン                        | 2009年4月8日 - 2011年2月23日   | 同番組のみ『イナズマイレブンシリーズ』。 日曜9時枠から移動。 2011年3月以降は30分繰り上げの形で水曜19時00分枠に移動。 |
| ■★☆ダンボール戦機                         | 2011年3月2日 - 2012年1月11日   | 同番組より『ダンボール戦機シリーズ』かつ、再度19:27 - 19:55。                                                        |
| ■★☆ダンボール戦機W                        | 2012年1月18日 - 2013年3月20日  | [ 注釈 13 ] |
| ★☆ダンボール戦機WARS                      | 2013年4月3日 - 12月25日        | 同番組まで『ダンボール戦機シリーズ』。 2013年7月24日から12月25日にかけては『アニ×アニ!』枠で放送された。             |
| ★☆イナズマイレブンGO ギャラクシー         | 2014年1月8日 - 3月19日         | 同番組のみ再度『イナズマイレブンシリーズ』。 水曜19時00分枠から移動。                                                |
| 2014年4月期以降は枠廃止                   |                                | |

### 木曜日

#### 木曜19時00分枠
| 作品名                                                                  | 放送期間                        | 備考 |
| ----------------------------------------------------------------------- | ------------------------------- | --- |
| 妖怪伝 猫目小僧                                                         | 1976年4月1日 - 9月30日          | |
| UFO戦士ダイアポロンII                                                   | 1976年10月7日 - 1977年2月24日   | 第1作はTBS系列で放送。 |
| 合身戦隊メカンダーロボ                                                  | 1977年3月3日 - 不明             | |
| ▲△バーバパパ                                                            | 1977年4月7日 - 1978年3月23日    | 海外作品。 |
| ▲△ベティちゃん                                                          | 1978年4月 - 9月                 | 海外作品。19:15 - 19:25枠で放送。 |
| ▲△マンガ大行進                                                          | 1979年1月 - 3月                 | 再放送枠(つなぎ番組）。 |
| さすらいの少女ネル                                                      | 1980年4月17日 - 5月1日          | 18:45 - 19:15。 木曜19時30分枠から45分繰り上げの形で移動。 |
| ▲△がんばれゴンベ                                                        | 1980年4月17日 - 6月             | |
| 伝説巨神イデオン                                                        | 1980年5月8日 - 9月25日          | 18:45 - 19:15。 1980年10月以降は金曜19時30分枠へ移動。 |
| ほえろブンブン                                                          | 1980年10月9日 - 1981年7月9日    | |
| まんが 水戸黄門                                                         | 1981年9月3日 - 1982年7月15日    | 同番組より放送1ヶ月後の1981年10月1日にテレビ東京へ社名変更。 |
| 夏休みまいっちんぐマチコ先生大会                                        | 1982年7月22日 - 8月26日         | 19:00 - 20:00枠で放送。 |
| まんが猿飛佐助                                                          | 1982年9月2日 - 9月23日          | |
| まいっちんぐマチコ先生祭り                                              | 1982年9月30日                   | 19:00 - 20:00枠で放送。 |
| サイボットロボッチ                                                      | 1982年10月7日 - 1983年2月24日   | |
| ▲タイガーマスク                                                         | 1982年3月 - 5月                 | [実再] |
| ▲一発貫太くん                                                           | 1983年5月 - 9月                 | [実再] 途中で水 - 金放送に縮小。 |
| ▲まんがイソップ物語                                                     | 1983年10月13日 - 12月22日       | |
| ▲リトル・エル・シドの冒険                                               | 1984年2月9日 - 3月8日           | |
| 巨神ゴーグ                                                              | 1984年4月5日 - 9月27日          | |
| コアラボーイコッキィ                                                    | 1984年10月4日 - 1985年3月28日   | |
| ☆六三四の剣                                                             | 1985年4月18日 - 1986年3月28日   | 3月以降は木曜19時30分枠に移動 |
| 釣りキチ三平                                                            | 1986年4月10日 - 1987年3月26日   | [実再]。火曜19時00分枠から移動 |
| ドカベン                                                                | 1987年4月 - 1989年3月30日       | [実再]。4月以降は木曜18時00分枠へ移動 |
| 天空戦記シュラト                                                        | 1989年4月6日 - 1990年1月25日    | |
| キャッ党忍伝てやんでえ                                                  | 1990年2月1日 - 3月29日          | 1990年4月以降は火曜18時30分枠へ移動。 |
| ☆楽しいムーミン一家                                                     | 1990年4月12日 - 1991年10月3日   | |
| ☆楽しいムーミン一家 冒険日記                                            | 1991年10月10日 - 1992年3月26日  | |
| 燃えろ!トップストライカー                                               | 1992年4月2日 - 9月24日          | |
| カリメロ（第2作）                                                       | 1992年10月15日 - 1993年9月9日   | |
| ジャングルの王者ターちゃん                                              | 1993年10月14日 - 1994年9月29日  | |
| ☆とっても!ラッキーマン                                                  | 1994年10月13日 - 1995年3月23日  | 水曜18時枠より移動。 |
| アニメ缶（ビット・ザ・キューピッド/ぼのぼの（第1作））                  | 1995年4月20日 - 1996年3月28日   | |
| バーチャファイター（第2期）                                             | 1996年4月18日 - 6月27日         | 第1期は月曜18時30分枠で放送。 |
| ☆赤ちゃんと僕                                                           | 1996年7月11日 - 12月19日        | 1997年1月以降は水曜18時00分枠へ移動。 |
| マッハGoGoGo（第2作）                                                   | 1997年1月9日 - 6月26日          | 1997年7月以降は水曜18時30分枠へ移動。 |
| ☆はれときどきぶた                                                       | 1997年7月3日 - 1998年3月19日    | 1998年4月以降は火曜18時30分枠へ移動（下記の「ポケモン」との枠交換）。 |
| ★☆ポケットモンスター                                                    | 1998年4月16日 - 2002年11月14日  | 同番組より『ポケットモンスターシリーズ』。 火曜18時30分枠からポケモンショックによる休止を挟んで移動。 日本のCSではキッズステーションで放送（「AG」以降のシリーズも含む）。 |
| ★☆ポケットモンスター アドバンスジェネレーション                         | 2002年11月21日 - 2006年9月14日  | |
| ★☆ポケットモンスター ダイヤモンド&パール                                | 2006年9月28日 - 2010年9月9日    | 同番組終了後の2011年2月3日にはこの時間帯で1時間スペシャルの特別編も放送された。 日本のCSではディズニーXDで放送。                                                           |
| ■★☆ポケットモンスター ベストウイッシュ                                  | 2010年9月23日 - 2012年6月14日   | |
| ■★☆ポケットモンスター ベストウイッシュ シーズン2                        | 2012年6月21日 - 2013年1月10日   | |
| ■★☆ポケットモンスター ベストウイッシュ シーズン2 エピソードN            | 2013年1月17日 - 2013年4月18日   | |
| ■★☆ポケットモンスター ベストウイッシュ シーズン2 デコロラアドベンチャー | 2013年4月25日 - 2013年10月3日   | |
| ■★☆ポケットモンスター XY                                                | 2013年10月17日 - 2015年10月22日 | |
| ■★☆ポケットモンスター XY&Z                                              | 2015年10月29日 - 2016年11月10日 | 同番組より、2016年4月7日から18:55 - 19:25。 |
| ■★☆ポケットモンスター サン&ムーン                                       | 2016年11月17日 - 2018年9月13日  | 同番組まで『ポケットモンスターシリーズ』。 初回となる2016年11月17日と翌週の2016年11月24日は1時間スペシャルでの放送。 2018年10月以降は日曜18時枠に移動。                    |
| 2018年10月期以降は枠廃止                                                |                                 | |

#### 木曜19時30分枠
| 作品名                                     | 放送期間                        | 備考 |
| ------------------------------------------ | ------------------------------- | --- |
| スーパージェッター                         | 1968年3月 - 5月                 | [実再] |
| この間、非アニメ番組                       |                                 | |
| W3                                         | 1969年7月 - 9月                 | [実再] |
| この間、非アニメ番組                       |                                 | |
| まんがバットマン                           | 1975年4月3日 - 6月              | |
| この間、非アニメ番組                       |                                 | |
| グロイザーX                                | 1976年7月1日 - 1977年3月31日    | |
| 合身戦隊メカンダーロボ                     | 1977年4月 - 12月29日            | |
| まんがスヌーピー                           | 1978年1月5日 - 3月30日          | 海外作品。再放送。                                                                                                   |
| この間、非アニメ番組                       |                                 | |
| 野ばらのジュリー                           | 1979年1月4日 - 4月5日           | 同番組より『キリン名曲ロマン劇場』（キリン一社提供）。                                                               |
| 巴里のイザベル                             | 1979年4月19日 - 7月12日         | |
| 金髪のジェニー（1979年版）                 | 1979年7月19日 - 10月18日        | |
| さすらいの少女ネル                         | 1979年10月25日 - 1980年3月27日  | 同番組まで『キリン名曲ロマン劇場』。 1980年4月からは45分繰り上げの形で木曜18時45分枠に移動。                         |
| まいっちんぐマチコ先生                     | 1981年10月8日 - 1983年10月6日   | 再放送含む。本作開始と同時にテレビ東京へ社名変更。                                                                   |
| キャプテン翼（第1シリーズ）                | 1983年10月13日 - 1986年3月27日  | |
| ☆六三四の剣 青春編                         | 1986年4月 - 6月                 | |
| マシンロボ クロノスの大逆襲                | 1986年7月3日 - 1987年5月28日    | |
| キャプテン翼                               | 1987年6月 - 1987年9月           | 再放送。 |
| ミスター味っ子                             | 1987年10月8日 - 1989年9月28日   | |
| ジャングル大帝（第3作）                    | 1989年10月12日 - 1990年10月11日 | |
| 三つ目がとおる                             | 1990年10月18日 - 1991年9月26日  | |
| 燃えろ!トップストライカー                  | 1991年10月10日 - 1992年3月      | 1992年4月以降は19時00分枠に繰り上げ。                                                                                |
| 見ると強くなる 痛快! 横綱アニメ ああ播磨灘 | 1992年4月23日 - 1992年10月1日   | |
| 風の中の少女 金髪のジェニー（1992年版）    | 1992年10月15日 - 1993年9月30日  | |
| この間、非アニメ番組                       |                                 | |
| ★☆NARUTO -ナルト-                          | 2006年10月5日 - 2007年2月8日    | 19:30 - 19:57。 水曜19時27分枠から移動。                                                                             |
| ■★NARUTO -ナルト- 疾風伝                   | 2007年2月15日 - 2017年3月23日   | 2009年10月8日までは19:30 - 19:57、2009年10月15日から2016年3月24日までは19:30 - 19:58、2016年4月以降は19:25 - 19:53。 |
| ■★☆スナックワールド                        | 2017年4月13日 - 2018年4月19日   | |
| ★☆BORUTO-ボルト- NARUTO NEXT GENERATIONS   | 2018年5月3日 - 9月20日          | 水曜17時55分枠から移動。 2018年10月以降は日曜17時30分枠に移動。                                                      |
| 2018年10月期以降は枠廃止                   |                                 | |

### 金曜日

#### 金曜19時00分枠
| 作品名                                       | 放送期間                       | 備考                                                                                        |
| -------------------------------------------- | ------------------------------ | ------------------------------------------------------------------------------------------- |
| 早撃ちマック                                 | 1967年10月 - 1968年1月         | [実再] 海外アニメ。                                                                         |
| この間、非アニメ番組                         |                                |                                                                                             |
| W3                                           | 1969年4月 - 1969年3月          | [実再] 水曜19:30より移動。                                                                  |
| この間、非アニメ番組                         |                                |                                                                                             |
| ハクション大魔王                             | 1974年4月 - 6月                | [実再] 30分繰上げ。                                                                         |
| 悟空の大冒険                                 | 1974年7月 - 9月                | [実再]                                                                                      |
| この間、非アニメ番組                         |                                |                                                                                             |
| ディズニーぱれーど                           | 時期不詳                       | [実再] 海外作品。                                                                           |
| ▲△バーバパパ                                 | 1977年4月8日 - 1978年3月24日   | 海外作品。                                                                                  |
| ▲△ベティちゃん                               | 1978年4月 - 不明               | 海外作品。                                                                                  |
| ▲△がんばれゴンベ                             | 1980年4月18日 - 6月            |                                                                                             |
| ▲まんがイソップ物語                          | 1983年10月14日 - 12月23日      |                                                                                             |
| ▲リトル・エル・シドの冒険                    | 1984年2月10日 - 3月9日         |                                                                                             |
| この間、非アニメ番組                         |                                |                                                                                             |
| ☆六三四の剣 青春編                           | 1986年7月 - 9月26日            |                                                                                             |
| キャプテン翼（第1シリーズ）                  | 1986年10月 - 1987年3月         | 再放送。                                                                                    |
| この間、非アニメ番組                         |                                |                                                                                             |
| ☆ホワッツマイケル                            | 1988年4月15日 - 1988年9月      | 1988年10月以降は火曜19時30分へ移動。                                                        |
| この間、非アニメ番組                         |                                |                                                                                             |
| ■★☆ポケットモンスター（2019年版シリーズ）    | 2020年10月9日 - 2022年12月16日 | 同番組より『ポケットモンスターシリーズ』かつ、18:55 - 19:25。 日曜18:00 - 18:30枠から移動。 |
| ■★☆ポケットモンスター 遥かなる青い空         | 2022年12月23日                 |                                                                                             |
| ■★☆ポケットモンスター めざせポケモンマスター | 2023年1月13日 - 3月24日        |                                                                                             |
| ■★☆ポケットモンスター（2023年版シリーズ）    | 2023年4月14日 -                | 放送中                                                                                      |

#### 金曜19時30分枠
| 作品名 | 放送期間                       | 備考                                             |
| --- | ------------------------------ | ------------------------------------------------ |
| ハクション大魔王 | 1973年10月 - 1974年3月         | [実再] 4月より30分繰上げ。                       |
| この間、非アニメ番組 |                                |                                                  |
| ダメおやじ | 1974年7月 - 9月                |                                                  |
| この間、非アニメ番組 |                                |                                                  |
| まんがふるさと昔話 | 1976年8月 - 12月               |                                                  |
| この間、非アニメ番組 |                                |                                                  |
| 新ドン・チャック物語 | 1977年4月 - 1977年9月          |                                                  |
| 恐竜大戦争アイゼンボーグ | 1977年10月7日 - 1978年6月30日  | 特撮とアニメの複合番組。                         |
| この間は 『恐竜戦隊コセイドン→恐竜戦隊コセイドン 戦え! 人間大砲コセイダー』（特撮番組）（1978年7月7日 - 1979年6月29日）を放送。 |                                |                                                  |
| 科学冒険隊タンサー5 | 1979年7月27日 - 1980年3月28日  | 特撮とアニメの複合番組。                         |
| この間、非アニメ番組 |                                |                                                  |
| 伝説巨神イデオン | 1980年10月3日 - 1981年1月30日  | 木曜19時枠から移動。                             |
| この間、非アニメ番組 |                                |                                                  |
| アニメ親子劇場 | 1981年10月9日 - 1981年12月25日 | 本作開始と同時にテレビ東京へ社名変更。           |
| この間、非アニメ番組 |                                |                                                  |
| アタッカーYOU! | 1984年4月13日 - 1985年6月21日  |                                                  |
| この間、不明 |                                |                                                  |
| 世界名作アニメ童話集 | 1985年8月2日 - 9月27日         |                                                  |
| ニルスのふしぎな旅 | 1985年10月 -1986年3月          | [実再] 3月以降は火曜19時30分枠に移動             |
| この間、非アニメ番組 |                                |                                                  |
| 江戸っ子ボーイ がってん太助 | 1990年10月19日 - 1991年3月22日 |                                                  |
| この間、非アニメ番組 |                                |                                                  |
| ☆横山光輝 三国志 | 1991年10月18日 - 1992年9月25日 |                                                  |
| この間、非アニメ番組 |                                |                                                  |
| ☆新幹線変形ロボ シンカリオンZ                                                                                                   | 2021年4月9日 - 2022年3月18日   | 同番組のみ19:25 - 19:55。 第1期はTBS系列で放送。 |
| 2022年4月期以降は枠廃止 |                                |                                                  |

## 参考：土・日の夜7時台枠アニメ
参考までに、かつて土曜日と日曜日の19時台で放送されたアニメを紹介する。

### 土曜日

#### 土曜19時00分枠
- アタッカーYOU!（再放送。1986年10月 - 12月）

#### 土曜19時30分枠
- ふしぎなメルモ（1976年7月 - 9月）[実再]
- ジャングル大帝（第1作。1976年10月 - 12月）[実再]
- （この間、非アニメ番組）
- 飛べスーパーマン（1979年4月 - 6月） - 海外作品。
- （この間、非アニメ番組）
- まんがことわざ事典（1980年10月 - 1981年3月）
日曜9時へ移動。
- （この間、非アニメ番組）
- アニメ野生のさけび（第1期。1982年5月 - 9月）[注釈 14]
- （以降、非アニメ番組）

### 日曜日

#### 日曜19時00分枠
- ディズニー・ワールド（1974年4月 - 1975年3月。18:56→19:55までの1時間枠）
- （以降、非アニメ番組）

平日に比べると土・日は格段に少なく、土曜の新作は『ことわざ事典』と『野生のさけび』のみ、日曜日は30分作品はおろか、国産作品は1本も放送されていない。